# Чечевино
Чечевино — деревня в Гдовском районе Псковской области России. Входит в состав Полновской волости Гдовского района.
Расположена в 12 км к востоку от волостного центра села Ямм, на противороложном от него правом прибрежье реки Желчи и её притока р. Чечевинка, в 6 км к востоку от деревни Полна.

## Население
Численность населения деревни на 2000 год составляла 13 человек, на 2002 год — 12 человек.